# Dicranomyia peramoena
Dicranomyia peramoena är en tvåvingeart som först beskrevs av Alexander 1945.  Dicranomyia peramoena ingår i släktet Dicranomyia och familjen småharkrankar.
Artens utbredningsområde är Ecuador. Inga underarter finns listade i Catalogue of Life.